# Le Jugement du garde-champêtre
Pour plus de détails, voir Fiche technique et Distribution.
Le Jugement du garde-champêtre (The Two Vagabonds aux États-Unis) est un film muet de Georges Méliès sorti en 1908 considéré aujourd'hui comme perdu.

## Synopsis
Deux vagabonds demandent au garde champêtre la permission de donner un spectacle dans la rue. L’un d’eux, acrobate, réussit à retenir l'attention de quelques badauds grâce à des exercices de gymnastique. Son compagnon désigne alors parmi eux un volontaire pour une séance d’hypnotisme. L’homme s’assoit sur une chaise et il est bientôt sous le charme de l’hypnotiseur qui en profite pour le soulager de sa montre. À son réveil, il s’aperçoit cependant rapidement de la disparition. Les deux compères sont vite poursuivis par une foule en colère à laquelle il ne faut pas bien longtemps pour les rattraper et les ramener à l’endroit qu’ils avaient quitté en courant. Pour les punir, le garde-champêtre décide alors d’arroser nos deux larrons avec l’eau du puits, sentence que la foule met aussitôt à exécution.

## Fiche technique
- Titre : Le Jugement du garde-champêtre[3]
- Réalisation : Georges Méliès
- Société de production : Star Film
- Pays de production :  France
- Format : noir et blanc - 35 mm - 1,37:1 - muet
- Genre : Comédie
- Durée : 6 min 30 s
- Date de sortie : France : 1908

## Sortie
Le film a été publié par la Star Film Company de Méliès et est numéroté 1283-1287 dans ses catalogues. Il est actuellement présumé perdu.

## Galerie

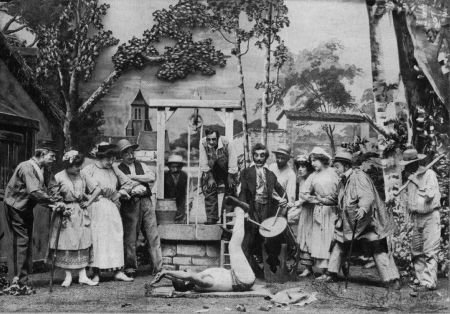
L'acrobate attire l'attention des passants.
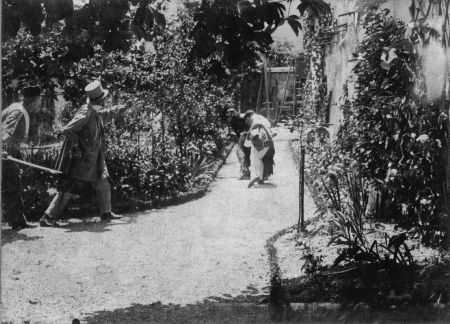
Les deux compères s'enfuient, poursuivis par la foule.
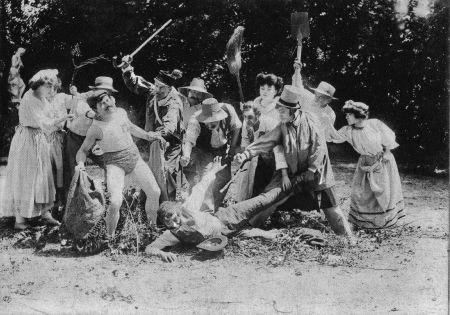
Les deux compères sont rattrapés par la foule en colère.